# Видное (Джанкойский район)
Ви́дное (до 1948 года Караджи́-Кат; укр. Видне, крымскотат. Qaraca Qat, Къараджа Къат) — исчезнувшее село в Джанкойском районе Республики Крым, располагавшееся на юго-востоке района, в степной части Крыма, примерно в 3,5 км к северу от современного села Октябрь. В XIX веке селение Караджи-Кат располагалось у северной окраины современного села Новая Жизнь 45°40′25″ с. ш. 34°30′35″ в. д..

## Динамика численности населения
- 1805 год — 203 чел.[7]
- 1864 год — 18 чел.[8]
- 1915 год — 26/4 чел.[9][10]
- 1926 год — 94 чел.[11]

## История
Первое документальное упоминание села встречается в Камеральном Описании Крыма… 1784 года, судя по которому, в последний период Крымского ханства Куртанжи лар  входил в Дип Чонгарский кадылык Карасубазарского каймаканства. После присоединения Крыма к России (8) 19 апреля 1783 года, (8) 19 февраля 1784 года, именным указом Екатерины II сенату, на территории бывшего Крымского Ханства была образована Таврическая область и деревня была приписана к Перекопскому уезду. После Павловских реформ, с 1796 по 1802 год, входила в Перекопский уезд Новороссийской губернии. По новому административному делению, после создания 8 (20) октября 1802 года Таврической губернии, Караджи-Кат был включён в состав Кокчора-Киятской волости Перекопского уезда.
По Ведомости о всех селениях в Перекопском уезде состоящих с показанием в которой волости сколько числом дворов и душ… от 21 октября 1805 года в деревне Кат числилось 27 дворов, 168 крымских татар, 3 ясыров и 32 цыгана. На военно-топографической карте генерал-майора Мухина 1817 года деревня обозначена также, как Кат с 30 дворами. После реформы волостного деления 1829 года Караджи Кат, согласно «Ведомости о казённых волостях Таврической губернии 1829 года» остался в составе Кокчоракиятской волости. На карте 1836 года в деревне Кыраджи-Кат 25 дворов, как и на карте 1842 года.
В 1860-х годах, после земской реформы Александра II, деревню включили в состав Владиславской волости того же уезда. В «Списке населённых мест Таврической губернии по сведениям 1864 года», составленном по результатам VIII ревизии 1864 года, записан Караджи-Кат — владельческая татарская деревня, с 6 дворами, 18 жителями и 2 мечетями при колодцах. По обследованиям профессора А. Н. Козловского начала 1860-х годов, в селении вода в колодцах глубиной от 1,5—3 до 5 саженей (от 2 до 10 м) была частью солоноватая, а частью солёная. На трёхверстовой карте Шуберта 1865—1876 года в деревне Караджи Кат отмечены 9 дворов. Затем до начала XX века в доступных источниках не встречается.
Вновь в доступных источниках селение встречается в Статистическом справочнике Таврической губернии 1915 года согласно которому в деревне Караджа-Кат (вакуф) Ак-Шеихской волости Перекопского уезда числилось 12 дворов (все дворы с землёй) с татарским населением в количестве 26 человек приписных жителей и 4 — «посторонних», из которых 16 мужчин и 14 женщин. Жители владели 117 десятинами удобной земли. В хозяйствах имелись 51 лошадь и 9 коров.
После установления в Крыму Советской власти, по постановлению Крымревкома от 8 января 1921 года № 206 «Об изменении административных границ» была упразднена волостная система и в составе Джанкойского уезда был создан Джанкойский район. В 1922 году уезды преобразовали в округа. 11 октября 1923 года, согласно постановлению ВЦИК, в административное деление Крымской АССР были внесены изменения, в результате которых округа были ликвидированы, основной административной единицей стал Джанкойский район и село включили в его состав. Согласно Списку населённых пунктов Крымской АССР по Всесоюзной переписи 17 декабря 1926 года, в селе Караджа-Кат (вакуф), Барынского (немецкого) сельсовета Джанкойского района, числилось 19 дворов, все крестьянские, население составляло 94 человека, из них 86 татар и 8 украинцев. После образования в 1935 году Колайского района (переименованного указом ВС РСФСР № 621/6 от 14 декабря 1944 года в Азовский) село включили в его состав.
В 1944 году, после освобождения Крыма от фашистов, согласно постановлению ГКО № 5859 от 11 мая 1944 года, 18 мая крымские татары были депортированы в Среднюю Азию. 12 августа 1944 года было принято постановление № ГОКО-6372с «О переселении колхозников в районы Крыма» и в сентябре 1944 года в район приехали первые новоселы (162 семьи) из Житомирской области, а в начале 1950-х годов последовала вторая волна переселенцев из различных областей Украины. С 25 июня 1946 года Караджа-Кат в составе Крымской области РСФСР. Указом Президиума Верховного Совета РСФСР от 18 мая 1948 года, Караджилат переименовали в Видное. 26 апреля 1954 года Крымская область была передана из состава РСФСР в состав УССР. На 15 июня 1960 года Видное в составе Просторненского сельсовета.
Указом Президиума Верховного Совета УССР «Об укрупнении сельских районов Крымской области», от 30 декабря 1962 года Азовский район был упразднён, и село присоединили к Джанкойскому. Ликвидировано к 1968 году (согласно справочнику «Крымская область. Административно-территориальное деление на 1 января 1968 года» — согласно справочнику, в период с 1954 по 1968 годы), как село Джанкойского района, то есть после 1962 года.